# Manel Nadal
Manel Nadal i Farreras (* 1953 in Girona) ist ein katalanischer Politiker und  Professor.

## Leben
Nadal i Farreras absolvierte ein Studium in Biologie an der Universitat Autònoma de Barcelona. Er ist Professor am Institut de Batxillerat Pere Alsius in Banyoles. In den späten 1960er Jahren war er Mitglied der sozialistischen Partei Convergència Socialista de Catalunya von Katalonien und trat danach in die Partei PSC-PSOE ein, die ein Mitglied der nationalen Exekutive ist. Nadal war von 1984 bis 2003 Abgeordneter für die Provinz Girona im Parlament von Katalonien. Seit Dezember 2003 ist er Staatssekretär im Ministerium für Verkehr und öffentliche Arbeiten in der Regierung von Katalonien. 2007 wurde er Vorsitzender der Aeroports Públics de Catalunya S.L.U.